# Chiroxiphia pareola
El saltarín dorsiazul (en Colombia y Ecuador) (Chiroxiphia pareola), también denominado saltarín de espalda azul, saltarín lomo azul (en Venezuela) o saltarín de dorso azul (en Perú), es una especie de ave paseriforme de la familia Pipridae perteneciente al género Chiroxiphia. Es nativo de América del Sur, en la cuenca del Amazonas, el escudo guayanés y el litoral oriental de Brasil.

## Distribución y hábitat
Se distribuye en dos grandes áreas disjuntas; en la región amazónica desde el sur de Colombia, este de Ecuador, noreste y este de Perú, noroeste y noreste de Bolivia, la Amazonia brasileña (principalmente al sur del río Amazonas, también al norte en el oriente de la misma), y en el escudo guayanés del este de Venezuela, inclusive en Tobago, Guyana, Surinam, Guayana Francesa y noreste amazónico de Brasil; y en la costa atlántica del este de Brasil.
Esta especie es considerada localmente bastante común en sus hábitats naturales: el sotobosque de selvas húmedas amazónicas (principalmente en terra firme), guayanenses y de la Mata Atlántica del este de Brasil, principalmente abajo de los 500 m de altitud.

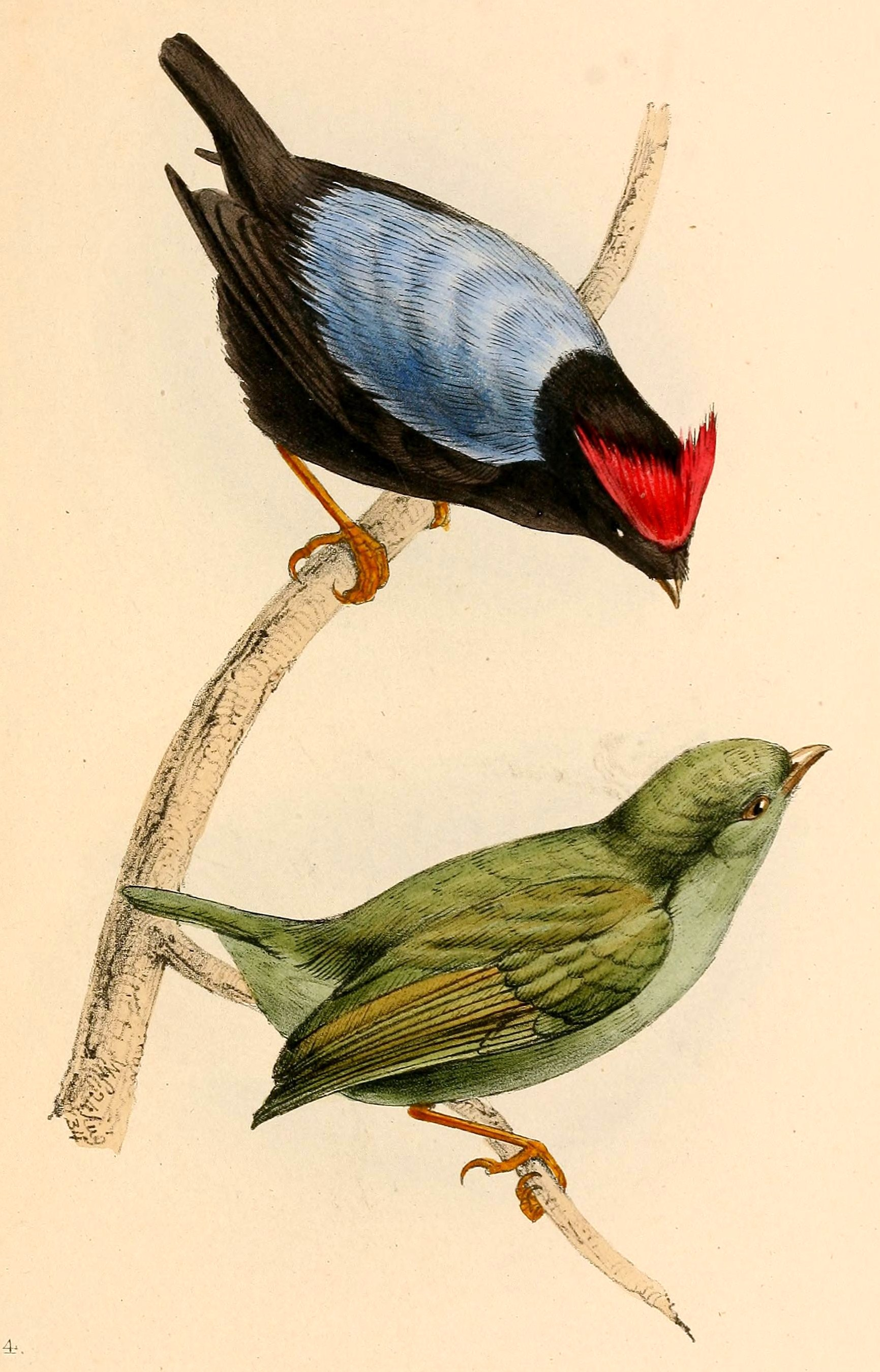
Pipra pareola, ilustración de Swainson en A selection of the birds of Brazil and Mexico, 1841.

## Sistemática

### Descripción original
La especie C. pareola fue descrita por primera vez por el naturalista sueco Carlos Linneo en 1766 bajo el nombre científico Pipra pareola; la localidad tipo es «Cayena, Guayana Francesa».

### Etimología
El nombre genérico femenino «Chiroxiphia» se compone de las palabras del griego «kheir» o «kheiros» que significa ‘mano’ (en referencia al ala) y «xiphos» que significa ‘espada’, ‘sable’; y el nombre de la especie «pareola», en latín es un diminutivo del género Parus.

### Taxonomía
Alguns veces ha sido tratada como conespecífica con Chiroxiphia linearis y C. lanceolata. Anteriormente incluía a Chiroxiphia boliviana como subespecie, pero fue demostrado recientemente que difieren en la ecología y vocalización. Las subespecies son bastante diferentes y tal vez se trate de más de una especie, son necesarios más estudios. Los estudios genético-moleculares de Silva et al. (2018) sugieren que las subespecies C. pareola regina, del suroeste de la Amazonia, cuyo macho tiene la cabeza amarilla y no roja, y C. pareola napensis del noroccidente de la Amazonia sean tratadas como especies separadas Chiroxiphia regina y Chiroxiphia napensis respectivamente. El Comité de Clasificación de Sudamérica (SACC) precisa de una propuesta para analizar, mientras el Comité Brasileño de Registros Ornitológicos (CBRO) ya trata a C. regina como especie separada.

### Subespecies

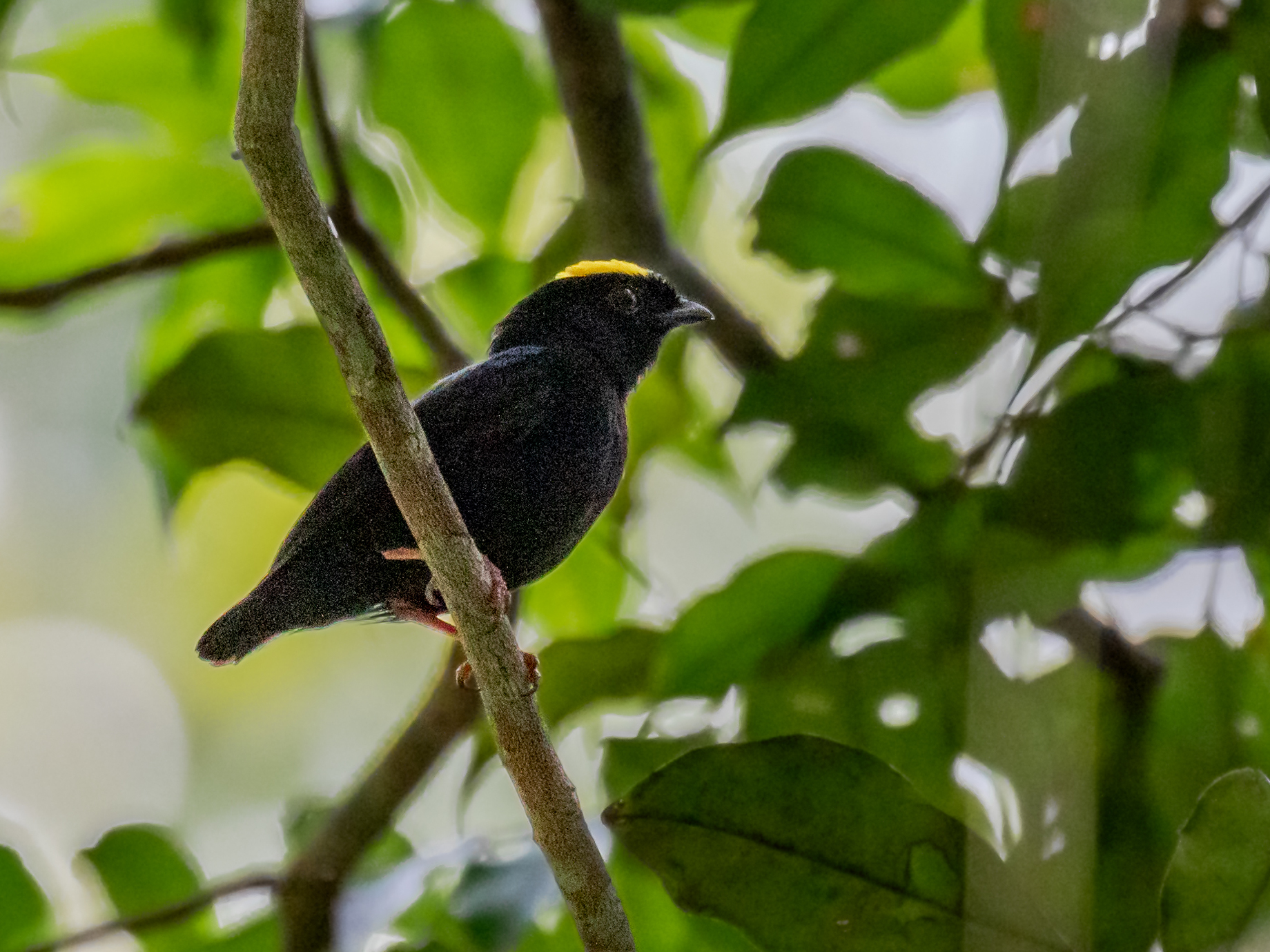
Chiroxiphia pareola regina, macho, en Careiro, Amazonas, Brasil.

Según las clasificaciones del Congreso Ornitológico Internacional (IOC) y Clements Checklist/eBird, se reconocen cuatro subespecies, con su correspondiente distribución geográfica:
- Grupo politípico pareola/atlantica:
  - Chiroxiphia pareola atlantica Dalmas, 1900 - Tobago.
  - Chiroxiphia pareola pareola (Linnaeus, 1766) - este de Venezuela (noreste de Bolívar), las Guayanas, y noreste y este de Brasil (desde Roraima, Óbidos y orilla derecha del río Tapajós hacia el este hasta Maranhão y hacia el sur hasta Mato Grosso y sureste de Pará, también una población costera aislada desde Río Grande do Norte al sur hasta Espírito Santo).

- Grupo monotípico napensis:
  - Chiroxiphia pareola napensis W. Miller, 1908 - sur y sureste de Colombia (al este de los Andes), este de Ecuador y norte del Perú (principalmente al norte del río Marañon).

- Grupo monotípico regina:
  - Chiroxiphia pareola regina P.L. Sclater, 1856 - este del Perú (sur del río Marañón), oeste de Brasil mayormente a sur del río Amazonas (al este hasta el bajo Tapajós, también registrada al norte del Amazonas en dos sitios al oeste del río Negro) y extremo norte de Bolivia.